# Vzhajajoča Luna nad morjem
Vzhajajoča Luna nad morjem (nemško Mondaufgang am Meer) je slika v olju na platnu iz leta 1822 nemškega slikarja Casparja Davida Friedricha. Delo prikazuje romantično morsko pokrajino.

## Opis slike
Trije mladi ljudje, dve ženski ena ob drugi in moški bolj zadaj, sedijo na velikem balvanu ob morju, obrisani ob nebu, in opazujejo luno, ki vzhaja proti vzhodu nad pasom oblakov. Prebivalce lahko prepoznamo kot mestne prebivalce po oblačilih. Moški je oblečen v rjav plašč, belo srajco in veliko zeleno baretko, torej staro nemško nošo. Ženska na desni v zeleni obleki se stiska k ženski na levi v rdeči obleki z modrozelenim ogrinjalom. V daljavi sta dve jadrnici, ki se na lahkem vetru vrtita proti gledalcem na obali. Oblačno obzorje se kopa v vijoličasti svetlobi, izza njega pokuka polna luna in s srebrnkastim lesketanjem prekrije morje. Slika je verjetno pogled na Baltsko morje, blizu Friedrichovega rojstnega kraja v švedski Pomeraniji. Morda temelji na plaži v Stubbenkammerju blizu Rügena.

## Struktura in estetika
Slika je razdeljena na dve področji, obalo in morje, ki ležita vzporedno drug z drugim in ustvarjata nenaden prelom med ospredjem in ozadjem. Figure na velikem kamnu so na svetlejšem ozadju videti skoraj silhuete. Osrednja os slike poteka skozi razdaljo med moškim in ženskama. Temna, kamnita obala daje vtis popolne statičnosti, ki jo podkrepijo zamišljeni ljudje. Nasprotno pa je ozadje videti polno gibanja, z ladjami, odsevanjem mesečine, stapljajočimi se barvami neba. Gledalčeva vizualna izkušnja realizira prostorsko-časovno razmerje v veliki optični razdalji med bližino in daleč. Horizont sliko skoraj razpolovi in je izrisan kot koordinata med dvema zrcalno hiperboličnima krivuljama, ki zgoraj sledi odprtini oblačnega brega v mesečini, spodaj pa silhueti kamnitih blokov. Hiperbolično shemo v taki obliki pozneje najdemo le še na sliki Velika ograja. Figure od zadaj določajo razmerje med človekom in naravo kot transcendentalno neskončnostjo, ki ji Friedrich daje aperspektivno in neizmerljivo prostorsko kvaliteto.

## Razlaga slike
V verski interpretaciji slike, ki jo je ponudil Helmut Börsch-Supan, tri figure gledajo na vzhajajočo luno kot Kristusov simbol. Ogromni kamni na obali so predstavljali krščansko vero. Ladje, ki so se približevale obali, so simbolizirale konec življenja. Modro-vijolični osnovni ton slike predstavlja melanholijo ali žalost, ki jo premaga sijaj srebrne svetlobe. Friedrichovo uporabo te barvne simbolike potrjuje izročilo Ludwiga Richterja. Za Jensa Christiana Jensena ta večer predstavlja izpolnitev obljube, prihod božanskega. Voda, ladje, luna in nebo bi bili videti kot raj, v katerem zemeljska merila nimajo veljave.
Wieland Schmied iz baretke staronemške noše izpelje politično izpoved demagoga, ki po Karlsbadskih dekretih leta 1819 zastopa reformistične, liberalne in nacionalne ideje v času obnove. Tudi Peter Märker človeka z baretko vidi kot demagoga, kot predstavnika nekega časa, glede na dobo in določena pričakovanja za prihodnost. Hubertus Gaßner projicira tudi upe in hrepenenja treh čakajočih v prostorsko daljavo morja in neba. Klaus Lankheit v sliki prepozna tipično romantično sliko prijateljstva s figurami, ki razmišljajo o naravi, primerljivo s sliko Philippa Otta Rungeja pod naslovom Mi trije.

## Izvor
Delo je naročil bankir in zbiratelj umetnin Joachim Heinrich Wilhelm Wagener, skupaj z drugim delom, Osamljeno drevo (nemško Der einsame Baum), da bi ustvaril par časov dneva, ki prikazujejo jutranje in večerne krajinske prizore, po tradiciji Clauda Lorraina. Dokončana je bila pred novembrom 1822 in jo od leta 1861 hrani berlinska Narodna galerija, ki jo je podaril Wagener kot del svoje ustanovne zbirke. Zdaj je v Alte Nationalgalerie mestnega muzeja v Berlinu.
Podobno imenovano, a veliko večjo sliko iz leta 1821 hrani Ermitaž v Sankt Peterburgu od leta 1928 in je bila prej v palači Ropsha, obešena v salonu velikega kneza Mihaela Nikolajeviča; meri 137 × 170 centimetrov.